# Distretto di Longtan (Taoyuan)
Il distretto di Longtan (龍潭區S, Lóngtán QūP) è un distretto della città di Taoyuan, situata a Taiwan.